# جريس فيربيك
جريس فيربيك (من مواليد 10 أغسطس 1958) هي عداءة المسافات المتوسطة الكندية. كانت قد شاركت في سباق 800 متر نساء في الألعاب الأولمبية الصيفية 1984 . 

## روابط خارجية
- جريس فيربيك على موقع الاتحاد الدولي لألعاب القوى (الإنجليزية)
- جريس فيربيك على موقع أوليمبيديا (الإنجليزية)